# Araneus radja
Araneus radja là một loài nhện trong họ Araneidae.
Loài này thuộc chi Araneus. Araneus radja được Carl Ludwig Doleschall miêu tả năm 1857.